# Assane N’Diaye
Assane N’Diaye (ur. 1 sierpnia 1974 w Nguekoh, Senegal, zm. 13 lutego 2008 w Dakarze) – senegalski piłkarz, grający na pozycji obrońcy, reprezentant Senegalu.

## Kariera piłkarska

### Kariera klubowa
W 1992 rozpoczął karierę piłkarską w marokańskim klubie. W 1995 przeszedł do senegalskiego ASC Jeanne d’Arc. Zimą 2001 roku podpisał kontrakt z ukraińskim Szachtarem Donieck, w którym występował do końca 2004. Przez częste kontuzje był zmuszony opuścić doniecki klub. Po powrocie do Senegalu występował ponownie w ASC Jeanne d’Arc. 13 lutego 2008 roku w wieku 33 lat zmarł po krótkiej chorobie.

### Kariera reprezentacyjna
W latach 1999–2001 bronił barw reprezentacji Senegalu. Łącznie rozegrał 13 meczów. Często był wybierany na kapitana drużyny.

## Sukcesy i odznaczenia

### Sukcesy klubowe
- mistrz Senegalu: 1999, 2000
- wicemistrz Senegalu: 1997
- mistrz Ukrainy: 2002
- wicemistrz Ukrainy: 2003
- zdobywca Pucharu Ukrainy: 2002
- finalista Pucharu Ukrainy: 2003